# Wurzbach (Wienfluss)
Der Wurzbach ist ein Bach, der die Grenze zwischen Purkersdorf und dem 14. Wiener Gemeindebezirk Penzing bildet. Er ist ein linker Zubringer des Wienflusses.

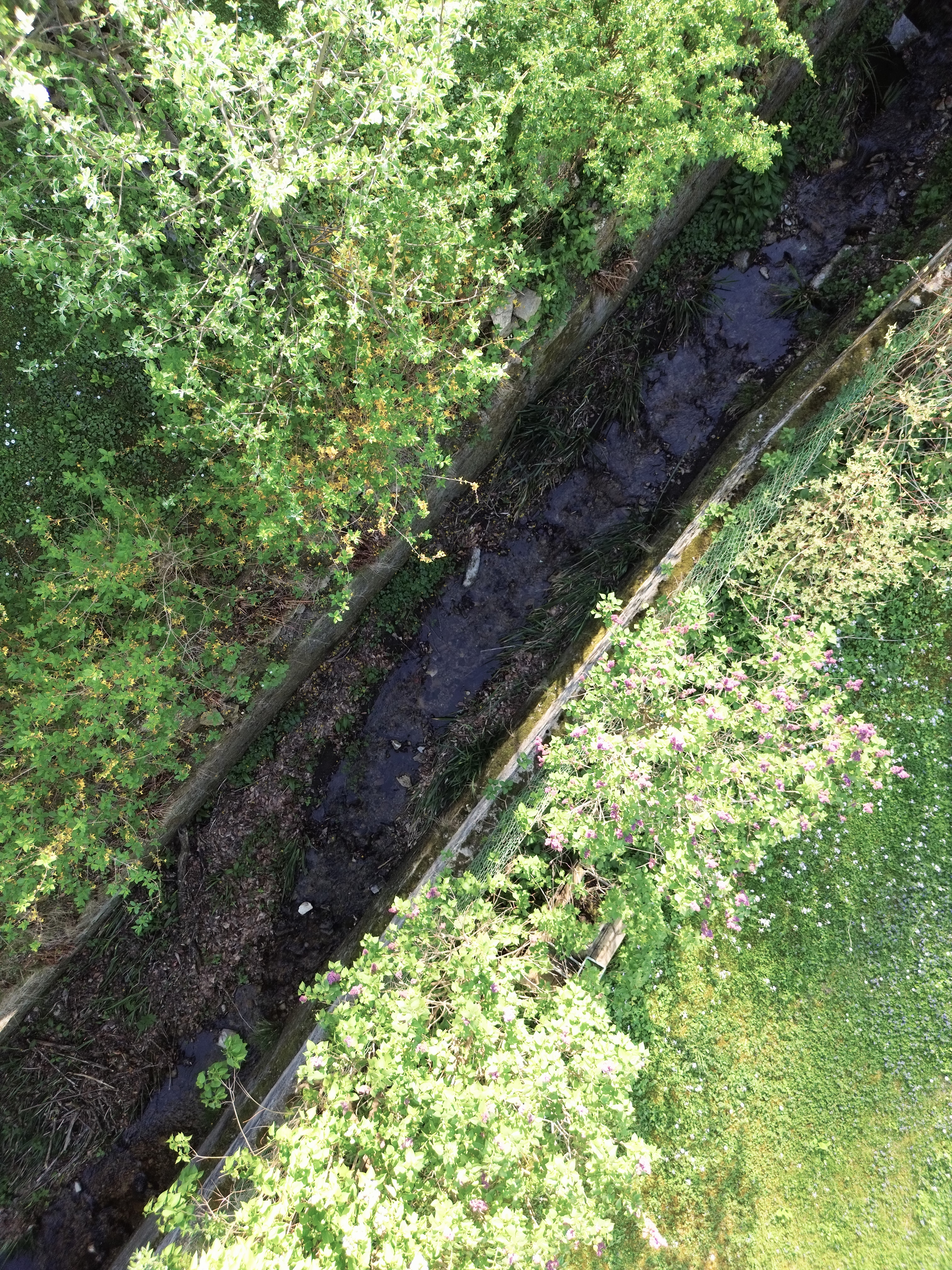
Der regulierte Wurzbach

## Verlauf
Der Bach entspringt an der Grenze zwischen Purkersdorf und Wien östlich des Rehgrabenberges. Erst durchfließt er teilweise stark eingetieft, in natürlichem Bachbett, waldiges Gebiet. Im lockeren Siedlungsgebiet wird er zunehmend reguliert, bevor er in einer verrohrten Strecke in den Wienfluss mündet. Wegen seines starken Gefälles ist der Wurzbach ein typisches Beispiel eines Wildbaches.
Der Wurzbach hat ein Einzugsgebiet von 0,8 Quadratkilometern und eine Länge von 1883 Metern bei einer Höhendifferenz von 162 Metern. Die Überflutungshäufigkeit ist gering, die Auswirkungen eines Jahrhunderthochwassers sind ebenfalls gering.

## Brücken
Der Wurzbach wird von drei Brücken überspannt:
- Schuhmeierbrücke: Eine 1990 erbaute Stahlbetonbrücke mit 8 Meter Länge und 7 Meter Breite.[5]
- Wurzbachtalbrücke: Diese Betonbrücke wurde 1995 als Rahmenbrücke erbaut und ist 13 Meter lang und 7 Meter breit.[6]
- Brücke Herzmanskystraße

## Kulturgüter
Im Wurzbachtal befinden sich zwei Kulturgüter:
- Bildstock Waldandacht „Augenbründl“: auf dem Waldweg, etwa 150 Meter nach dem Ende der Wurzbachtalgasse bei der Hausnummer 43.[8]
- Bildbaum: Neben dem Bildstock befindet sich an einem Baum ein Christusbild mit Holzrahmen und Schutzdach (Kulturgüterverzeichnis der Gemeinde Wien Nummer 61511)[7]

## Naturdenkmal
- Biosphärenpark Wienerwald: Die Kernzone Waldandacht ist eine der 37 Kernzonen des UNESCO-Biosphärenparks Wienerwald. Sie liegt am linken Ufer des Wurzbaches und umfasst eine Fläche von etwa 45 Hektar.[9][10]